# Palácio de Sadabade

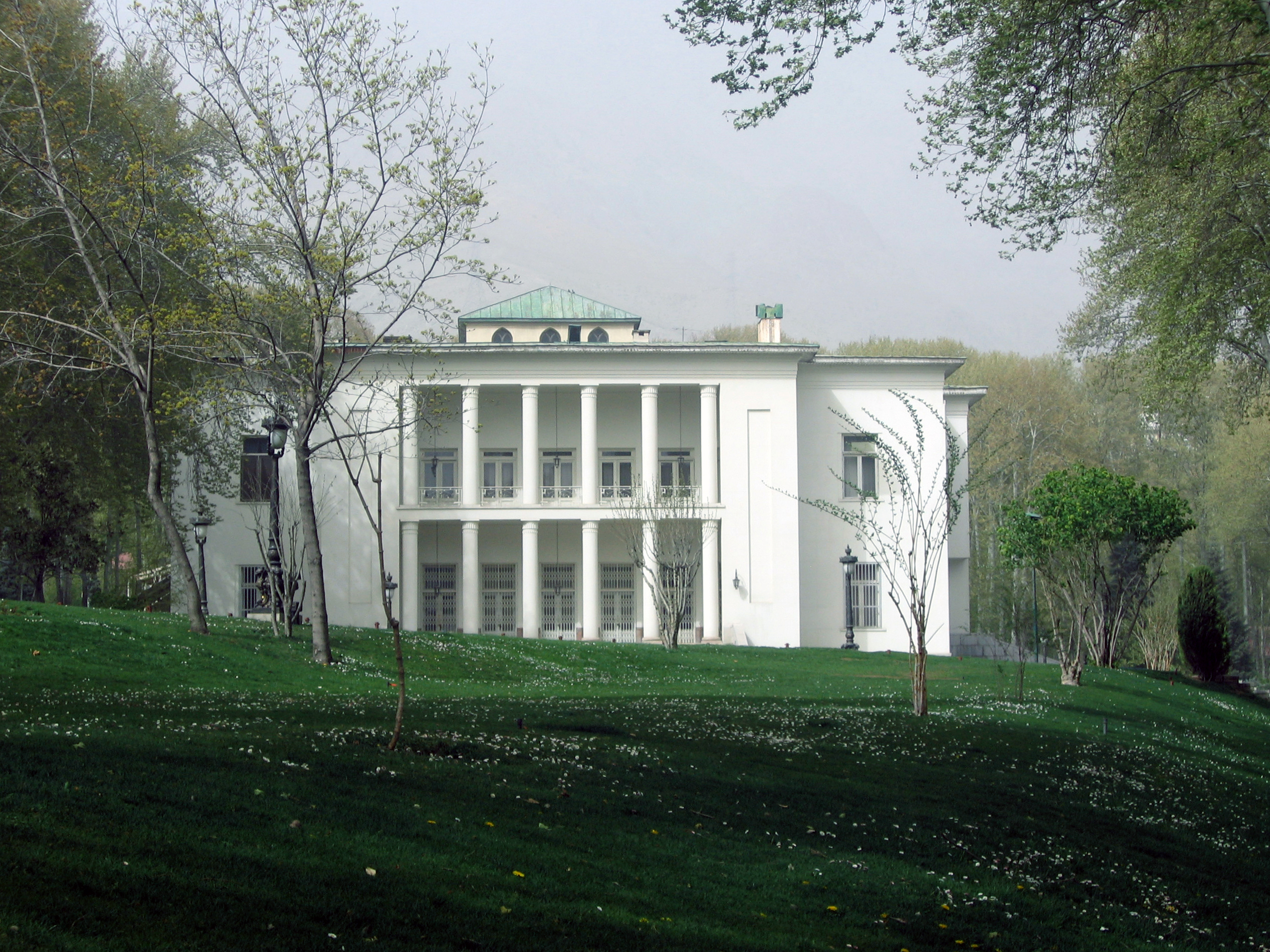
Palácio de Sadabade: fachada do Palácio Branco com o Monte Tochal ao fundo

O Palácio de Sadabade (em persa: کاخ سعدآباد) é um complexo palaciano do Irão, construído pela Dinastia Pálavi no Bairro de Shemiran, em Teerã.

## História

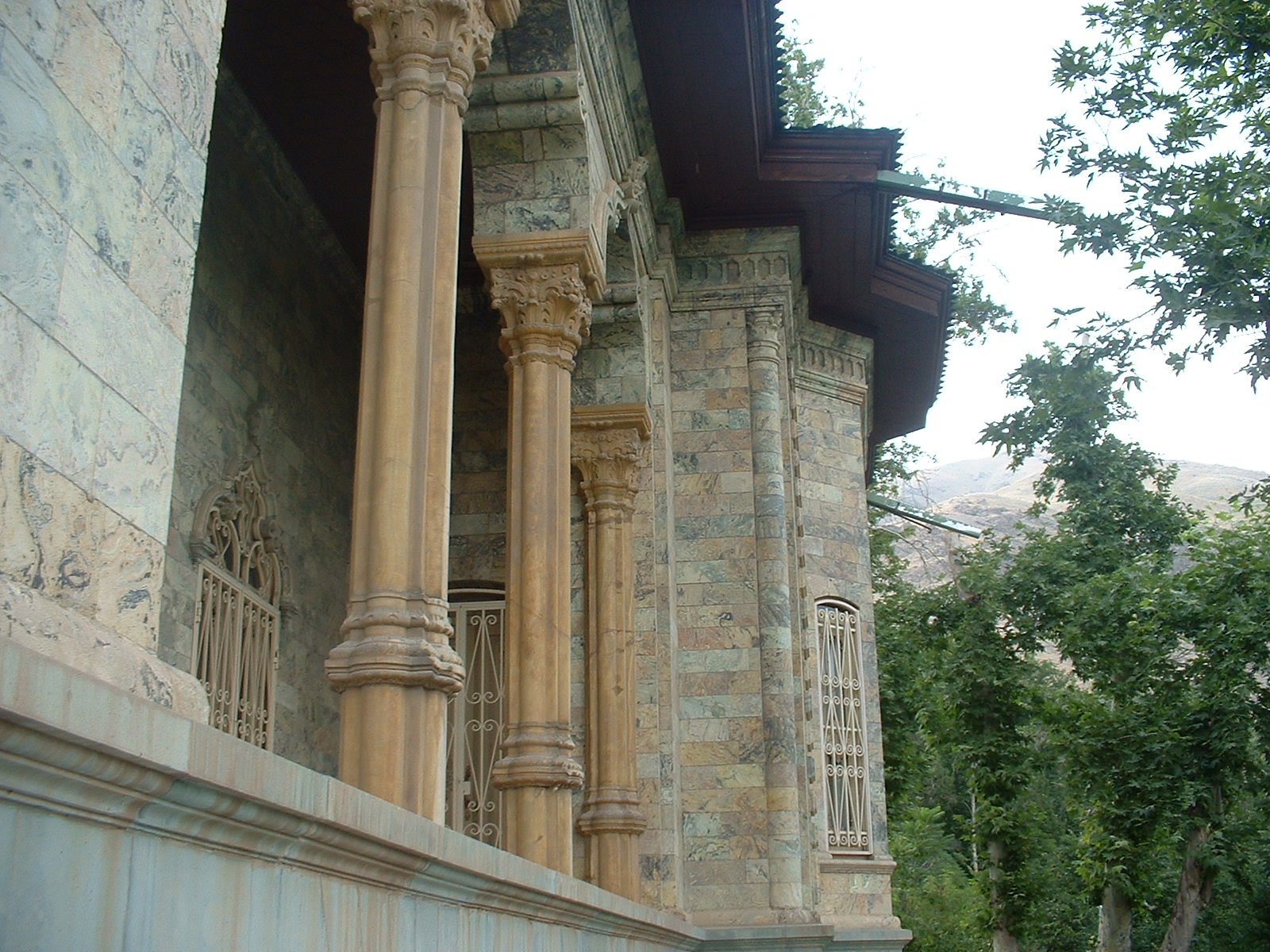
Vista lateral do Palácio Verde.

O complexo foi habitado inicialmente, durante o século XIX, pelos monarcas da Dinastia Cajar e respectiva família real. 
Após uma expansão dos pavilhões, Reza Pálavi viveu ali durante a década de 1920 e o seu filho mudou-se para o complexo na década de 1970, tendo ambos vivido durante algum tempo no Palácio Verde. 
Depois da Revolução Iraniana, os diferentes pavilhões que compõem o palácio foram transformados em museus. No entanto, o actual palácio presidencial do Irão fica adjacente ao Palácio de Sadabade. 
Actualmente, os museus instalados nos pavilhões do Palácio de Sadabade possibilitam ao visitante circular pelos diversos espaços e observar a rica história do Irão. Algumas partes do complexo são usadas pela Organização do Património Cultural do Irão, a qual é responsável pela maior parte dos artefactos, locais e aspectos culturais do país. 
O pavilhão chamado "Kakhe malakeye madar" pertence, actualmente, à organização presidencial e acolhe os hóspedes estrangeiros do presidente.

## Estrutura
O complexo do Palácio de Sadabade possui oito portões e dezoito pavilhões, usados por diferentes membros da família real da Pérsia. 

### Portões

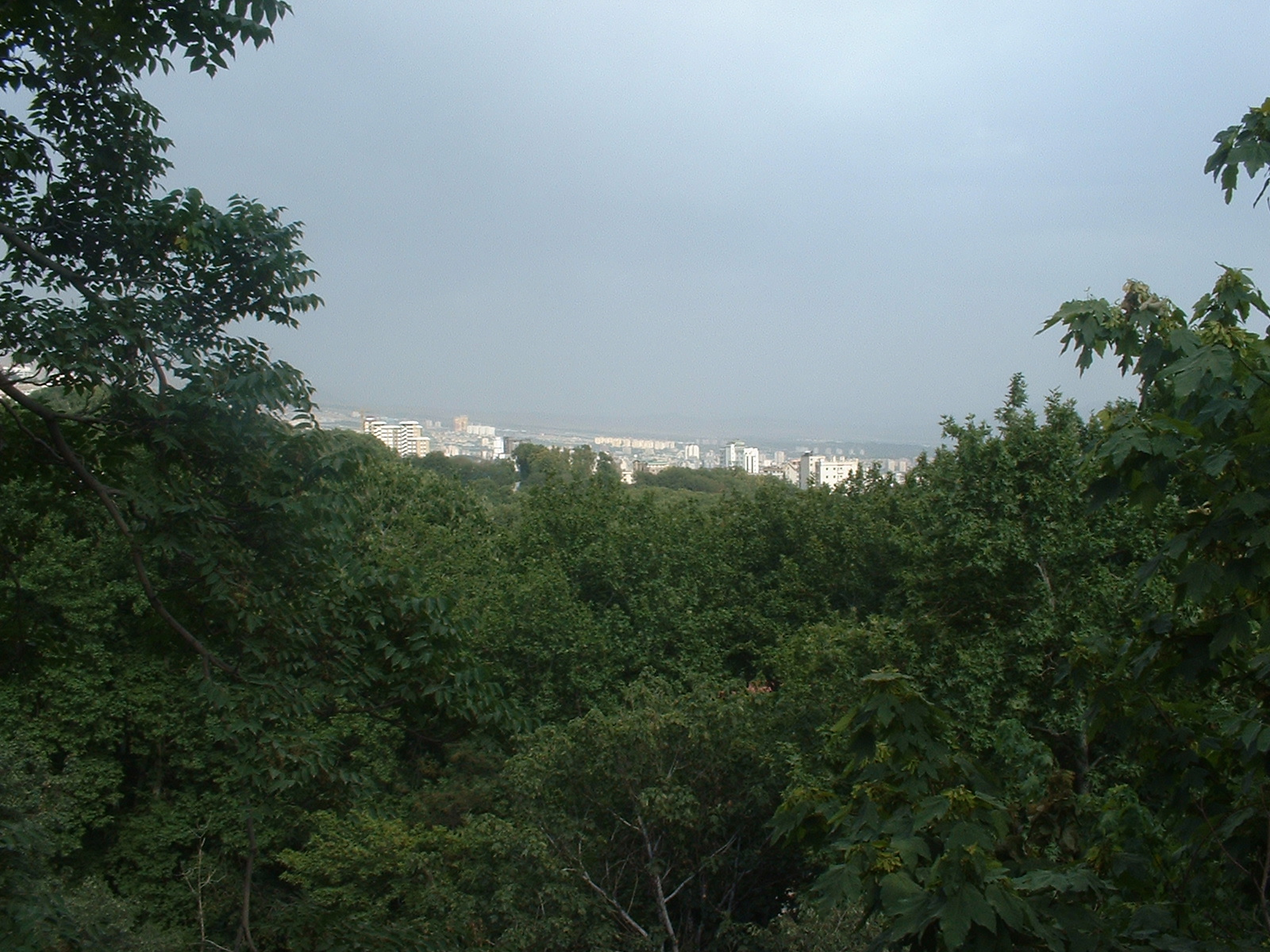
Vista de Teerão a partir do complexo

1. Portão Nezamia, pelo qual Reza Pálavi entrava no complexo.
2. Portão Zaferania
3. Portão da Rua Darbande, pelo qual Maomé Reza Pálavi entrava no complexo.
4. Potão da Praça Darbande
5. Portão Jafar Abade (1º)
6. Portão Jafar Abade (2º)
7. Portão do Rio
8. Portão do Palácio Branco

### Pavilhões

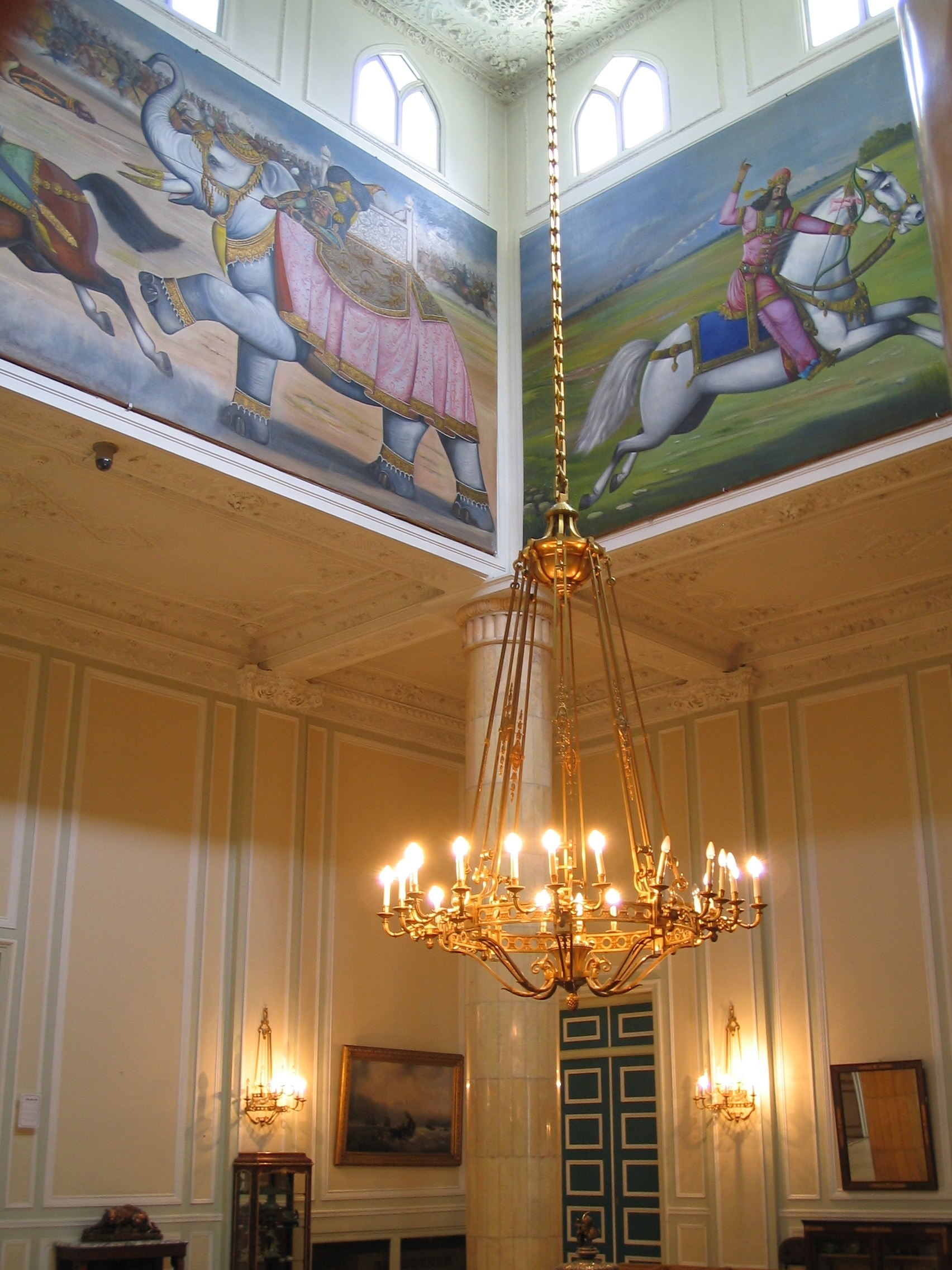
Detalhe do interior do Palácio Branco, representando a mitologia persa popular

1. Castelo de Amade Xá Cajar (actualmente usado pelas mulheres Basij - força paramilitar)
2. Castelo Xavande (actualmente, o Museu Verde)
3. Palácio Branco ou Casa Branca (actualmente, o Museu Nacional)
4. Castelo Especial (Museu de História Natural no passado, actualmente utilizado como local de recepção oficial pelo Presidente Mahmoud Ahmadinejad.)
5. Castelo Negro (كاخ اسود) (actualmente, o Museu das Artes Contemporâneas)
6. Castelo Xamece (irmã do Xá, actualmente, o Museu de Etnologia)
7. Castelo de Axerafe (nomeado em homenagem à irmã gémea de Maomé Reza Pálavi, actualmente, o Museu dos Pratos Históricos)
8. Castelo de Golam Reza (irmão do Xá)
9. Castelo da Rainha-mãe (actualmente, o edifício da república)
10. Castelo de Amade Reza (irmão do Xá)
11. Castelo de Abdul Reza (Centro de Controlo de Sadabade)
12. Castelo de Bamane Pálavi (nomeado em homenagem ao filho de Gholam Reza, actualmente, o Centro de Formação)
13. Castelo de Xaram (nomeado em homenagem ao filho de Axerafe Pálavi, actualmente, o Museu Militar)
14. Farida Diba
15. Castelo de Valiade Reza (1º castelo, actualmente, o Museu de Bezade)
16. Castelo de Valiade Reza (1º castelo, actualmente, o Museu de Dafina)
17. Castelo de Farahnaz e Ali Reza (filhos de Reza Pálavi, actualmente, o Museu de Caligrafia e do Livro de Mir Emad)
18. Castelo de Leila